# Joseph Malouf
Joseph Malouf SMSP (* 6. Dezember 1893 in Zabbougha im Libanon; † 5. März 1968) hieß mit Geburtsnamen Rasheed Saleem Malouf und war Erzbischof der Melkitischen Griechisch-Katholischen Kirche von Baalbek im Libanon.

## Leben
Joseph Malouf wurde am 20. Juli 1925 zum Ordenspriester der melkitischen Paulisten geweiht. Am 5. Oktober 1937 wurde er zum Bischof von Baalbek ernannt. Nach der Bestätigung vom 26. Oktober 1937 wurde er am gleichen Tag zum Bischof geweiht. Damit wurde er Nachfolger von Melezio Abou-Assaleh. Von 1941 bis 1943 war er gleichzeitig der Apostolische Administrator von Akka in Israel. Von 1962 bis 1965 war er Teilnehmer an allen Sitzungsperioden des Zweiten Vatikanischen Konzils. Nach der Erhebung des Bistums Baalbek zu einem Erzbistum erhielt er am 18. November 1964 die Ernennung zum Erzbischof.